# Radnor (Ohio)
Radnor é um lugar designado pelo censo localizado no condado de Delaware no estado estadounidense de Ohio. No Censo de 2010 tinha uma população de 201 habitantes e uma densidade populacional de 107,64 pessoas por km².

## Geografia
Radnor encontra-se localizado nas coordenadas 40° 23′ 07″ N, 83° 08′ 45″ O. Segundo o Departamento do Censo dos Estados Unidos, Radnor tem uma superfície total de 1.87 km², da qual 1.87 km² correspondem a terra firme e (0%) 0 km² é água.

## Demografia
Segundo o censo de 2010, tinha 201 pessoas residindo em Radnor. A densidade populacional era de 107,64 hab./km². Dos 201 habitantes, Radnor estava composto pelo 94.53% brancos, 0% eram afroamericanos, 0% eram amerindios, 0.5% eram asiáticos, 0% eram insulares do Pacífico, 0% eram de outras raças e o 4.98% pertenciam a duas ou mais raças. Do total da população 1.49% eram hispanos ou latinos de qualquer raça.